# Neville Wran
Neville Kenneth Wran (né à Sydney le 11 octobre 1926, et mort dans cette ville le 20 avril 2014) fut Premier Ministre de Nouvelle-Galles du Sud du 14 mai 1976 au 4 juillet 1986. Il fut président du parti travailliste australien de 1980 à 1986 et Président de la Fondation Lionel Murphy et de la Commonwealth Scientific and Industrial Research Organisation (CSIRO) de 1986 à 1991.

## Premières années
Wran est né à Sydney dans le quartier de Paddington et fit ses études à l'Université de Sydney,  où il fut membre du club libéral. Il obtint son diplôme de droit en 1948 et devint avocat conseil en 1951, et devint conseil de la Reine en 1968.

## Carrière politique
Neville Wran commença sa carrière politique en 1970 quand il devint membre de la Chambre Haute de Nouvelle-Galles du Sud. Trois ans plus tard, il devint député de la circonscription de Bass Hill et affronta Patrick Hills pour prendre la tête du parti travailliste et arracha le poste avec une voix d'avance.
En mai 1976, six mois après la démission du gouvernement du Premier Ministre fédéral Gough Whitlam, Wran devint Premier Ministre de Nouvelle-Galles du Sud en battant le libéral Sir Eric Willis d'une voix. En 1978, il fut réélu avec une majorité confortable et lors de cette élection, le chef de l'opposition, Peter Coleman, perdit son siège. En 1981, Wran remporta de nouveau les élections en donnant au parti travailliste la plus importante majorité parlementaire de son histoire. Il remporta une quatrième victoire en 1984 (quoique moindre que les deux précédentes mais tout de même supérieure à celles du libéral Sir Robert Askin dans les années 1960 et 1970).
Wran était très populaire, s'attirant jusqu'à plus de 80 % d'opinions favorables dans un sondage à l'époque. On pensa à lui comme chef du parti travailliste fédéral en remplacement de Bill Hayden mais il soutint Bob Hawke dans la lutte à la tête du parti.
Pendant les dix ans de son mandat, il mena à bien de nombreuses réformes dans le domaine des transports publics, de l'environnement, de la protection des consommateurs et du marché du travail. Il entreprit aussi de grands travaux dans Sydney refaisant de nombreux quartiers et réalisant notamment le quartier piétonnier de Darling Harbour.
En 1983, Wran se retrouva face à une commission d'enquête à la suite d'une plainte de l'« Australian Broadcasting Corporation » révélant qu'il avait essayé d'influencer les jurés dans le procès en 1977 de Kevin Humphries, accusé de détournement de fonds. Son ministre des Affaires pénitentiaires, Rex Jackson, fut condamné à dix ans de prison pour avoir perçu des pots-de-vin en échange de la libération anticipée de prisonniers.
Wran démissionna du Parlement le 4 juillet 1986.
Il est cité dans l'affaire des Panama Papers en avril 2016.